# جالیا دواراک
جالیا دواراک (اوکراینی: Галина Володимирівна Дворжака Хасанова؛ زادهٔ ۱ آوریل ۱۹۸۸) یک بازیکن تنیس روی میز اهل اسپانیا است. 
وی در مسابقات کشوری و بین‌المللی در مجموع برنده ۲ مدال برنز شده‌است.